# Cimmeria Tholi
I Cimmeria Tholi sono una struttura geologica della superficie di Marte.